# Франц-Йозеф Хьониг
Франц-Йозеф Хьониг (на немски: Franz-Josef Hönig), известен и с прякора Буби, е бивш германски футболист, роден на 10 юли 1942 г. в Райнгау.
Започва кариерата си в хесенския Гайзенхайм 08. След това, в периода 1964 - 1967 г. играе в Холщайн Кил в Северната регионална лига (по това време втора дивизия). През 1967 преминава в Хамбургер, където за 205 мача вкарва 62 гола. В един период от време е капитан на отбора. През сезони 1970/1971 и 1972/1973 е голмайстор на отбора, съответно с 13 и 11 гола. През 1974 преминава в ШФ Висбаден, където играе до края на кариерата си през 1978-а. След това до пенсионирането си работи за Адидас в Метрополис Рейн-Майн.

## Успехи
- 1 х финалист за КНК: 1968
- 1 х Финалист за Купата на Германия: 1974
- 1 х Носител на Купата на лигата: 1973